# Футбол для дружбы
Футбол для дружбы (англ. Football for Friendship) — ежегодная международная детская социальная программа, которую реализует ПАО «Газпром». Цель программы — через футбол воспитать уважение к различным культурам и национальностям у детей из разных стран, привить молодому поколению актуальные ценности и интерес к здоровому образу жизни. В рамках программы футболисты в возрасте 12 лет из разных стран мира принимают участие в ежегодном международном детском форуме, чемпионате мира по «Футболу для дружбы», международном Дне футбола и дружбы. Программу поддерживают ФИФА, УЕФА, ООН, Олимпийский и Паралимпийский Комитеты, главы государств, правительства и футбольные федерации разных стран, международные благотворительные фонды, общественные организации, ведущие футбольные клубы планеты. Глобальным оператором программы является Коммуникационная группа АГТ (Россия).

## История

### Футбол для Дружбы 2013
Первый международный детский форум «Футбол для дружбы» состоялся 25 мая 2013 года в Лондоне. В нём приняли участие 670 детей из 8 стран: Болгарии, Великобритании, Венгрии, Германии, Греции, России, Сербии и Словении. Россию представляли 11 футбольных команд из 11 российских городов, принимающих матчи чемпионата мира по футболу в 2018 году. В форуме также участвовали юношеские команды клубов «Зенит», «Челси», «Шальке 04», «Црвена Звезда», победители детской спартакиады ОАО «Газпром», лауреаты фестиваля «Факел».
Во время форума дети общались со сверстниками из других стран, известными футболистами, а также посетили финал Лиги чемпионов УЕФА 2012/2013 на стадионе «Уэмбли».
Итогом форума стало открытое письмо, в котором дети сформулировали восемь ценностей программы: дружба, равенство, справедливость, здоровье, мир, преданность, победа и традиции. Позже письмо было отправлено главам УЕФА, ФИФА и МОК. В сентябре 2013 Йозеф Блаттер в ходе встречи с Владимиром Путиным и Виталием Мутко подтвердил получение письма и заявил, что готов поддерживать «Футбол для дружбы».

### Футбол для Дружбы 2014
Второй международный детский форум «Футбол для дружбы» прошёл в Лиссабоне 23-25 мая 2014 года. В нём приняли участие 450 футболистов из 16 стран: Белоруссии, Болгарии, Великобритании, Венгрии, Германии, Италии, Нидерландов, Польши, Португалии, России, Сербии, Словении, Турции, Украины, Франции и Хорватии. Во время Форума дети приняли участие в международном форуме «Футбол для дружбы», турнире по уличному футболу и посетили финал Лиги чемпионов УЕФА 2013/2014.
Победителем Международного турнира по уличному футболу 2014 года стала юношеская команда «Бенфика» (Португалия).
Итогом второго сезона программы стало избрание лидера движения «Футбол для дружбы». Им стал Филипе Суарес из Португалии. В июне 2014 года в качестве лидера движения он посетил девятый международный юношеский турнир по футболу памяти Юрия Андреевича Морозова.

### Футбол для Дружбы 2015
Третий сезон международной социальной программы «Футбол для дружбы» прошел в июне 2015 года в Берлине. Впервые участниками программы стали юные представители азиатского континента — детские футбольные команды из Японии, Китая и Казахстана. Всего в третьем сезоне приняли участие юношеские команды 24 футбольных клубов из 24 стран.
Юные футболисты пообщались со сверстниками из других стран и звёздами мирового футбола, в том числе с глобальным послом программы Францем Беккенбауэром, а также приняли участие в Международном турнире по уличному футболу среди юношеских команд. Победителем Международного турнира по уличному футболу 2015 года стала юношеская команда «Рапид» (Австрия).
События третьего сезона программы «Футбол для дружбы» освещали порядка 200 журналистов ведущих мировых изданий, а также 24 юных репортера из Европы и Азии, вошедших в состав Международного детского пресс-центра.
Кульминационным мероприятием 2015 года стала церемония награждения Кубком «Девяти ценностей», обладателем которого стал футбольный клуб Барселона (Испания). Победителя определили дети, которые накануне Форума приняли участие в глобальном голосовании, проходившем во всех 24 странах-участницах.
По завершении Форума все участники традиционно посетили финал Лиги чемпионов УЕФА 2014/2015 на Олимпийском стадионе в Берлине.

### Футбол для Дружбы 2016
Старт Международной детской социальной программы «Футбол для дружбы» 2016 года был дан в рамках онлайн Hangouts пресс-конференции прошедшей 24 марта в Мюнхене, при участии глобального амбассадора программы Франца Беккенбауэра.
В четвертом сезоне программы к ней присоединились 8 новых юношеских команд из Азербайджана, Алжира, Армении, Аргентины, Бразилии, Вьетнама, Кыргызстана, а так же Сирии, таким образом, общее число стран-участниц программы достигло 32.
5 апреля 2016 года началось голосование за уникальный трофей — Кубок «Девяти ценностей». В выборе победителя участвовали болельщики со всего мира, но окончательное решение сформулировали участники программы «Футбол для дружбы» путем голосования. Обладателем Кубка стал футбольный клуб «Бавария» (Мюнхен). Участники «Футбола для дружбы» отметили деятельность клуба по поддержке детей со специальными потребностями, а также инициативы в области лечения детей в разных странах и помощь нуждающимся.
Четвёртый международный детский форум «Футбол для дружбы» и финальная игра детского международного турнира по уличному футболу прошли 27-28 мая 2016 года в Милане. Победителем турнира была признана команда из Словении «Марибор». По окончании Форума участники традиционно посетили финальный матч Лиги чемпионов УЕФА. События Форума освещали более 200 журналистов ведущих СМИ мира, а также Детский международный пресс-центр, в который вошли юные журналисты из стран-участниц программы.
В мероприятиях четвертого сезона «Футбола для дружбы» приняли участие юные футболисты сирийского клуба «Аль-Вахда», что стало беспрецедентным событием. Включение команды Сирии в число участников программы и посещение сирийскими детьми мероприятий в Милане стало важным шагом на пути преодоления гуманитарной изоляции страны. Арабская спортивная редакция международного телеканала Russia Today при поддержке Футбольной федерации Сирии сняла о детях-участниках проекта документальный фильм «Три дня без войны». Премьеру фильма 14 сентября 2016 года в Дамаске посетило более 7 тысяч человек.

### Футбол для Дружбы 2017
Местом проведения Международного детского социального проекта «Футбол для дружбы» в 2017 году был выбран Санкт-Петербург (Россия), финальные мероприятия прошли здесь с 26 июня по 3 июля.
В 2017 году количество стран-участниц увеличилось с 32 до 64. Впервые в программе «Футбол для дружбы» приняли участие дети из Мексики и США. Таким образом, проект объединил юных футболистов четырёх континентов — Африки, Евразии, Северной Америки и Южной Америки.
В пятом сезоне программа реализовывалась в соответствии с новой концепцией: было выбрано по 1 молодому футболисту, который представлял свою страну. Ребята объединились в восемь интернациональных «Сборных Дружбы», сформированных из 12-летних мальчиков и девочек, в том числе с инвалидностью.
В ходе открытой жеребьевки был определён страновой состав сборных и игровые позиции для представителей стран-участниц. Жеребьевка прошла в режиме интернет-конференции. Во главе восьми команд дружбы стали юные тренеры: Рене Ламперт (Словения), Стефан Максимович (Сербия), Брендон Шабани (Великобритания), Чарли Суй (Китай), Анатолий Чентулоев (Россия), Богдан Кролевецкий (Россия), Антон Иванов (Россия), Эммеке Хеншен (Нидерланды). В жеребьевке также приняла участие представитель международного пресс-центра «Футбол для дружбы» Лилия Мацумото (Япония).
Победителем Чемпионата мира по «Футболу для дружбы» 2017 года стала «оранжевая» команда, в которую вошли молодой тренер и юные футболисты из девяти стран: Рене Ламперт (Словения), Хонг Джун Марвин Туе (Сингапур), Пол Пуиг И Монтана (Испания), Габриэль Мендоса (Боливия), Раван Казимов (Азербайджан), Хрисимир Станимиров Станчев (Болгария), Иван Агустин Каско (Аргентина), Роман Хорак (Чехия), Хамзах Юсуф Нури Альхавват (Ливия).
Международный детский Форум «Футбол для дружбы» 2017 посетили Виктор Зубков (председатель совета директором ПАО «Газпром»), Фатма Самура (генеральный секретарь FIFA), Филипп Ле Флок (генеральный коммерческий директор FIFA), Джулио Баптиста (известный бразильский футболист), Иван Заморано (чилийский форвард), Александр Кержаков (российский футболист) и другие гости, которые призвали продвигать ключевые человеческие ценности среди молодого поколения.
В 2017 году проект объединил более 600 тысяч человек, на финальных мероприятиях в Санкт-Петербурге присутствовало более 1000 детей и взрослых из 64 стран мира.

### Футбол для Дружбы 2018
В 2018 году шестой сезон программы «Футбол для дружбы» прошел с 15 февраля по 15 июня в России. Участниками программы стали юные футболисты и журналисты, представляющие 211 стран и регионов мира. Официальный старт программе 2018 года дала Открытая жеребьевка «Футбола для Дружбы» в прямом эфире, по результатам которой были сформированы 32 футбольные команды — Международные сборные Дружбы. В 2018 году в рамках экологической миссии Международные сборные Дружбы были названы в честь редких и исчезающих видов животных:
| Комодский варан     | Лемур             | Императорский дятел | Магелланов пингвин        |
| Мартышка кипунджи   | Медведь гризли    | Сайга               | Жираф Ротшильда           |
| Гигантская черепаха | Китовая акула     | Белолобый капуцин   | Горбатый кит              |
| Сахарская газель    | Трёхпалый ленивец | Коала               | Гиеновидная собака        |
| Гепард              | Королевская кобра | Сибирский тигр      | Лев                       |
| Носорог             | Шимпанзе          | Зебра Греви         | Бегемот                   |
| Плоскотелая акула   | Гангский гавиал   | Орангутан           | Галапагосский морской лев |
| Белый медведь       | Западная горилла  | Большая панда       | Африканский слон          |

В рамках экологической миссии 2018 года 30 мая была запущена международная акция Happy Buzz Day, призывающая мировое сообщество поддержать организации по спасению редких видов животных. К акции присоединились национальные парки и заповедники России, США, Непала и Великобритании. Во время финальных мероприятий программы «Футбол для дружбы» в Москве участники передвигались на экологичных автобусах с топливом на природном газе.
| Австралийский союз                                    | Швейцарская Конфедерация                    | Республика Гондурас              | Республика Туркменистан                                                  |
| Австрийская Республика                                | Королевство Бахрейн                         | Республика Джибути               | Республика Уганда                                                        |
| Азербайджанская Республика                            | Королевство Бельгия                         | Республика Замбия                | Республика Узбекистан                                                    |
| Алжирская Народная Демократическая Республика         | Королевство Бутан                           | Республика Зимбабве              | Республика Фиджи                                                         |
| Американские Виргинские острова                       | Королевство Дания                           | Республика Индия                 | Республика Филиппины                                                     |
| Американское Самоа                                    | Королевство Испания                         | Республика Индонезия             | Республика Хорватия                                                      |
| Ангилья                                               | Королевство Камбоджа                        | Республика Ирак                  | Республика Чад                                                           |
| Антигуа и Барбуда                                     | Королевство Лесото                          | Республика Ирландия              | Республика Черногория                                                    |
| Арабская Республика Египет                            | Королевство Марокко                         | Республика Исландия              | Республика Чили                                                          |
| Аргентинская Республика                               | Королевств Нидерланды                       | Республика Казахстан             | Республика Эквадор                                                       |
| Аруба                                                 | Королевство Норвегия                        | Республика Кения                 | Республика Экваториальная Гвинея                                         |
| Барбадос                                              | Королевство Саудовская Аравия               | Республика Кипр                  | Республика Эль-Сальвадор                                                 |
| Белиз                                                 | Королевство Свазиленд                       | Республика Колумбия              | Республика Южный Судан                                                   |
| Бермудские Острова                                    | Королевство Таиланд                         | Республика Конго                 | Республика Камерун                                                       |
| Боливарианская Республика Венесуэла                   | Королевство Тонга                           | Республика Корея                 | Российская Федерация                                                     |
| Босния и Герцеговина                                  | Королевство Швеция                          | Республика Косово                | Румыния                                                                  |
| Британские Виргинские острова                         | Кыргызская Республика                       | Республика Коста-Рика            | Специальный административный район Гонконг Китайской Народной Республики |
| Буркина-Фасо                                          | Кюрасао                                     | Республика Кот-д’Ивуар           | Свободно ассоциированное государство Пуэрто-Рико                         |
| Великое Герцогство Люксембург                         | Лаосская Народно-Демократическая Республика | Республика Куба                  | Северная Ирландия                                                        |
| Венгрия                                               | Латвийская Республика                       | Республика Либерия               | Сент-Винсент и Гренадины                                                 |
| Восточная Республика Уругвай                          | Ливанская Республика                        | Республика Маврикий              | Сент-Люсия                                                               |
| Габонская Республика                                  | Литовская Республика                        | Республика Мадагаскар            | Сирийская Арабская Республика                                            |
| Гвинейская Республика                                 | Малайзия                                    | Республика Македония             | Словацкая Республика                                                     |
| Гибралтар                                             | Мальдивская Республика                      | Республика Малави                | Содружество Багамских Островов                                           |
| Государство Бруней-Даруссалам                         | Мексиканские Соединённые Штаты              | Республика Мали                  | Содружество Доминики                                                     |
| Государство Израиль                                   | Многонациональное Государство Боливия       | Республика Мальта                | Соединенное Королевство Великобритании и Северной Ирландии               |
| Государство Катар                                     | Монголия                                    | Республика Мозамбик              | Соединенные Штаты Америки                                                |
| Государство Кувейт                                    | Монтсеррат                                  | Республика Молдова               | Соломоновы Острова                                                       |
| Государство Ливия                                     | Народная Республика Бангладеш               | Республика Намибия               | Социалистическая Республика Вьетнам                                      |
| Государство Палестина                                 | Независимое Государство Папуа Новая Гвинея  | Республика Нигер                 | Союз Коморских Островов                                                  |
| Гренада                                               | Независимое Государство Самоа               | Республика Никарагуа             | Специальный административный район Макао Китайской Народной Республики   |
| Греческая Республика                                  | Новая Зеландия                              | Республика Острова Зелёного Мыса | Султанат Оман                                                            |
| Грузия                                                | Новая Каледония                             | Республика Пакистан              | Таити                                                                    |
| Демократическая Республика Восточный Тимор            | Объединенная Республика Танзания            | Республика Панама                | Территория Гуам                                                          |
| Демократическая Республика Конго                      | Объединённые Арабские Эмираты               | Республика Парагвай              | Тоголезская Республика                                                   |
| Демократическая Республика Сан-Томе и Принсипи        | Острова Кука                                | Республика Перу                  | Тунисская Республика                                                     |
| Демократическая Социалистическая Республика Шри-Ланка | Острова Теркс и Кайкос                      | Республика Польша                | Турецкая Республика                                                      |
| Доминиканская Республика                              | Республика Албания                          | Республика Португалия            | Украина                                                                  |
| Иорданское Хашимитское Королевство                    | Республика Ангола                           | Республика Руанда                | Уэльс                                                                    |
| Исламская республика Афганистан                       | Республика Армения                          | Республика Сан-Марино            | Фарерские острова                                                        |
| Исламская Республика Иран                             | Республика Беларусь                         | Республика Сейшельские острова   | Федеративная Демократическая Республика Непал                            |
| Исламская Республика Мавритания                       | Республика Бенин                            | Республика Сенегал               | Федеративная Демократическая Республика Эфиопия                          |
| Итальянская Республика                                | Республика Болгария                         | Республика Сербия                | Федеративная Республика Бразилия                                         |
| Йеменская Республика                                  | Республика Ботсвана                         | Республика Сингапур              | Федеративная Республика Германия                                         |
| Каймановы острова                                     | Республика Бурунди                          | Республика Словения              | Федеративная Республика Нигерия                                          |
| Канада                                                | Республика Вануату                          | Республика Союз Мьянма           | Федеративная Республика Сомали                                           |
| Китайская Народная Республика                         | Республика Гаити                            | Республика Судан                 | Федерация Сент-Китс и Невис                                              |
| Китайский Тайбэй (Тайвань)                            | Республика Гамбия                           | Республика Суринам               | Финляндская Республика                                                   |
| Княжество Андорра                                     | Республика Гана                             | Республика Сьерра-Леоне          | Французская Республика                                                   |
| Княжество Лихтенштейн                                 | Республика Гватемала                        | Республика Таджикистан           | Центральноафриканская Республика                                         |
| Кооперативная Республика Гайана                       | Республика Гвинея-Бисау                     | Республика Тринидад и Тобаго     | Чешская Республика                                                       |
| Корейская Народно-Демократическая Республика          | Шотландия                                   | Эритрея                          | Эстонская Республика                                                     |
| Южно-Африканская Республика                           | Ямайка                                      | Япония                           |                                                                          |
| ----------------------------------------------------- | ------------------------------------------- | -------------------------------- | ------------------------------------------------------------------------ |

В Чемпионате мира по «Футболу для дружбы» 2018 приняли участие 32 Международные сборные Дружбы. Финальную игру комментировал юный комментатор из Сирии Язн Таха, судил матч Юный рефери из России Богдан Баталин. Победителем Чемпионата мира по «Футболу для дружбы» 2018 стала команда «Шимпанзе», в которую вошли Юные футболисты из Доминики, Сент-Китс и Невиса, Малави, Колумбии, Бенина и Демократической Республики Конго. Тренировал сборную участник из Саранска Владислав Поляков. Финальным мероприятием шестого сезона программы стал Международный детский форум «Футбол для дружбы», состоявшийся 13 июня в Центре океанографии и морской биологии «Москвариум». Его посетили Виктор Зубков (председатель совета директором ПАО «Газпром»), Ольга Голодец (заместитель председателя Правительства Российской Федерации), Икер Касильяс (испанский футболист, экс-капитан национальной сборной), Александр Кержаков (российский футболист, тренер юношеской сборной России по футболу), а также представители 54 посольств со всего мира и другие гости. На Форуме были награждены лучшие Юные футболисты шестого сезона: Део Каленга Мвензе из Демократической Республики Конго (лучший нападающий), Ямиру Оуру из Бенина (лучший полузащитник), Иван Волынкин из Уэльса (лучший вратарь) и Густаво Синтра Роча из Бразилии (MVP). Лучшим Юным журналистом программы «Футбол для дружбы» в 2018 году стала Шейкали Асенсьон из Арубы. Девочка ведет блог, призывая молодежь Океании к экологической осознанности. На Форуме состоялась презентация книги и автограф-сессия участницы предыдущего сезона из Индии Ананьи Камбодж. После завершения пятого сезона «Футбола для дружбы» в 2017 году Ананья написала книгу «My journey from Mohali to St. Petersburg» о своем опыте участия в качестве Юного журналиста. Там она рассказала о Девяти ценностях программы, помогающих менять мир к лучшему. 14 июня, после завершения Международного детского форума «Футбол для дружбы», Юные футболисты и журналисты приняли участие в церемонии открытия Чемпионата мира FIFA 2018 в России. На стадионе «Лужники» дети торжественно подняли флаги всех 211 стран и регионов, участвовавших в программе в этом году. После этого юные участники «Футбола для дружбы» посмотрели матч открытия между сборными России и Саудовской Аравии.
Президент Российской Федерации Владимир Путин пригласил Юного посла «Футбола для дружбы» из России Альберта Зиннатова в свою ложу, чтобы вместе посмотреть матч-открытие. Там юноша пообщался с Чемпионом мира по футболу из Бразилии Роберто Карлосом, а также с испанским футболистом Икером Касильясом. Участниками финальных мероприятий в Москве стали более 1500 детей и подростков из 211 стран и регионов. Всего в рамках Шестого сезона в разных регионах мира было организовано свыше 180 мероприятий, в которых приняли участие более 240 тысяч ребят. В 2018 году проект поддержали представители власти. Заместитель председателя Правительства РФ Ольга Голодец зачитала приветственное обращение Президента России Владимира Путина к участникам и гостям Международного детского форума. Председатель Правительства Российской Федерации Дмитрий Медведев отправил приветственную телеграмму участникам и гостям шестого Международного детского форума «Футбол для дружбы». Официальный представитель МИД России Мария Захарова в ходе брифинга 23 мая отметила, что программа «Футбол для дружбы» воспринимается в мировом сообществе как важная гуманитарная составляющая международной социальной политики России. Поддержали программу «Футбол для дружбы» в FIFA: в организации отметили, что общее количество участников и гостей финальных мероприятий в Москве достигло 5000 человек.

### Футбол для Дружбы 2019
Запуск седьмого сезона международной детской социальной программы «Футбол для дружбы» состоялся 18 марта 2019 года, финальные мероприятия программы прошли в Мадриде с 28 мая по 2 июня.
Международный день Футбола и Дружбы 25 апреля отметили в более чем 50-ти странах Европы, Азии, Африки, Северной и Южной Америки К празднованию также присоединился Российский футбольный союз (РФС).
30 мая в Мадриде состоялся международный форум детской социальной программы ПАО «Газпром» «Футбол для дружбы» 2019. Форум объединил экспертов со всего мира – футбольных тренеров, врачей детских команд, звезд, журналистов ведущих международных СМИ, представителей международных футбольных академий и федераций.
31 мая в Мадриде состоялась самая многонациональная футбольная тренировка в мире. По итогам тренировки «Футбол для дружбы» получил официальный сертификат GUINNESS WORLD RECORDS®.
В рамках седьмого сезона 32 юных журналиста из Европы, Африки, Азии, Северной и Южной Америки сформировали состав международного детского пресс-центра программы «Футбол для дружбы», который освещал финальные мероприятия программы и участвовал в подготовке материалов совместно с международными и национальными СМИ.
Участники седьмого сезона вручили кубок «Девяти ценностей» (награду международной детской социальной программы «Футбол для дружбы») футбольному клубу «Ливерпуль» как самой социально-ответственной команде.
1 июня на футбольном поле UEFA Pitch в Мадриде состоялась кульминация седьмого сезона - финальный матч Чемпионата мира по «Футболу для дружбы». По его результатам сборная «Антигуанский Полоз» сыграла с «Тасманским Дьяволом» со счетом 1:1 в основное время, а затем выиграла по итогам серии пенальти и завоевала главный приз.

### Футбол для Дружбы 2020
В 2020 году финальные мероприятия восьмого сезона «Футбола для дружбы» прошли в онлайн формате на цифровой платформе с 27 ноября по 9 декабря 2020 года. Более 10 000 участников из более 100 стран мира присоединились к ключевым мероприятиям.
Для восьмого сезона программа был разработан многопользовательский футбольный онлайн симулятор Football for Friendship World, на базе которого прошел всемирный онлайн-чемпионат по «Футболу для дружбы» 2020. Для скачивания во всем мире игра доступна с 10 декабря 2020 года – Всемирный день футбола. Пользователи получили возможность участвовать в матчах по правилам «Футбола для дружбы», объединяясь в международные сборные. Многопользовательская игра основана на важнейших ценностях программы, таких как дружба, мир и равенство.
27 ноября состоялась открытая жеребьевка всемирного онлайн-чемпионата по «Футболу для дружбы» 2020.
С 28 ноября по 6 декабря прошел международный онлайн-лагерь дружбы с гуманитарной и спортивной образовательными программами для детей.
С 30 ноября по 4 декабря состоялись сессии международного онлайн-форума «Футбол для дружбы», на котором были представлены проекты в сфере развития детского спорта. Экспертное жюри оценило презентации проектов, претендующих на получение международной премии «Футбола для дружбы».
7-8 декабря прошел всемирный онлайн-чемпионат по «Футболу для дружбы». В этом году чемпионат прошел в онлайн формате на цифровой платформе, специально для этого был разработан многопользовательский футбольный симулятор Football for Friendship World.
9 декабря состоялся гранд финал «Футбола для дружбы».
Серия вебинаров для детей из разных стран в поддержку 75-летия ООН прошла в период проведения восьмого сезона программы.
Во время восьмого сезона программы совместно с футбольными фристайлерами со всего мира было запущено еженедельное шоу «Стадион там, где я». В каждом выпуске фристайлеры учили юных послов программы выполнять трюки, в конце каждого эпизода объявлялся конкурс на лучшее исполнение трюка. Завершением шоу стал глобальный мастер-класс онлайн, с которым программа «Футбол для дружбы» второй раз стала мировым рекордсменом Гиннесса по количеству задействованных участников (6 декабря 2020).
Редакция хороших новостей – еженедельное шоу, запущенное юными журналистами «Футбола для дружбы», в котором дети делились со зрителями позитивными новостями со всего мира.

### Футбол для Дружбы 2021
В 2021 году финальные мероприятия девятого сезона «Футбола для дружбы» прошли в онлайн формате на цифровой платформе «Футбола для дружбы» с 14 по 29 мая 2021 года, объединив более 200 стран мира.
25 апреля в Международный день Футбола и Дружбы состоялась открытая жеребьевка всемирного онлайн-чемпионата по «Футболу для дружбы» 2021.
В рамках сезона прошел Международный онлайн-лагерь Дружбы с гуманитарной и спортивной образовательными программами для детей.
Состоялся Международный онлайн-форум «Футбол для дружбы», где футбольные академии со всего мира представили проекты в сфере развития детского спорта. По результатам презентаций экспертное жюри определило лауреатов Международной премии «Футбола для дружбы», которыми стали академии из Афганистана, Индии, Шри-Ланки и Того.
Прошел Всемирный онлайн-чемпионат по «Футболу для дружбы» на платформе специально разработанного многопользовательского футбольного симулятора Football for Friendship World. В финале чемпионата победила команда «Аргали», в составе которой играли дети из Арубы, Белиза, Гватемалы, Коста-Рики и Мексики.
Участниками девятого сезона был установлен третий для программы Мировой рекорд Гиннесса™ за самое большое количество посетителей виртуального стадиона в мире.
29 мая состоялся Гранд финал «Футбола для дружбы».
«Футбол для дружбы»: Международное детское новостное бюро ЕВРО 2020
В рамках Чемпионата УЕФА ЕВРО 2020 программа «Футбол для дружбы» выступила с инициативой международного детского новостного бюро с участием Юных журналистов «Футбола для дружбы» из 11 стран проведения Чемпионата.
Юные журналисты посетили все матчи первенства в своих странах и осветили их для миллионов своих сверстников в мире сквозь призму Девяти ценностей, которые разделяют миллионы участников программы.
Юные журналисты прошли обучение в Школе «Девяти ценностей» программы «Футбол для дружбы». Помимо ценностей, занятия были посвящены современным трендам спортивной журналистики и навыкам мобильной журналистики.

## Чемпионат мира по «Футболу для Дружбы»
Международный детский футбольный турнир проходит в рамках программы «Футбол для дружбы». Команды-участницы чемпионата — «Сборные Дружбы» — формируются в ходе Открытой жеребьевки. Сборные организуются по принципу «Футбола для дружбы»: в одной команде играют спортсмены разных национальностей, пола и физических возможностей.

## Международный детский форум «Футбол для Дружбы»
На ежегодном Международном детском форуме «Футбол для Дружбы» юные участники проекта вместе со взрослыми обсуждают вопросы продвижения и развития ценностей программы во всем мире. Во время Форума дети встречаются и общаются со своими сверстниками из других стран, знаменитыми футболистами, журналистами и общественными деятелями, а так же становятся юными послами, в качестве которых в дальнейшем самостоятельно пропагандируют общечеловеческие ценности среди своих сверстников.
В 2019 году Форум трансформировался в площадку для обмена опытом среди экспертов в сфере спорта и образования.
В 2020 году в рамках Форума была инициирована Международная премия «Футбола для дружбы».

## Международный детский пресс-центр
Особенностью программы «Футбол для дружбы» стал собственный Международный детский пресс-центр. Впервые он был организован в рамках программы «Футбол для Дружбы» в 2014 году. Юные журналисты пресс-центра освещают события программы в своих странах: готовят новости для национальных и международных спортивных СМИ, участвуют в создании материалов для ТВ-канала «Футбол для дружбы», детской газеты Football for Friendship и официальной радиостанции программы. Международный детский пресс-центр объединяет победителей национальных конкурсов «Лучший юный журналист», юных блогеров, фотографов и писателей. Юные журналисты пресс-центра представляют свой взгляд изнутри программы, реализуя формат «дети о детях».

## Международный день Футбола и Дружбы
В рамках программы «Футбол для дружбы» 25 апреля отмечается Международный день Футбола и Дружбы. Впервые праздник отмечался в 2014 году в 16 странах. В этот день состоялись дружеские матчи, флешмобы, радиомарафоны, мастер-классы, телешоу, открытые тренировки и т. д. В праздновании приняло участие более 50 000 человек.
В 2015 году День футбола и дружбы отмечался в 24 странах. В рамках праздника прошли товарищеские футбольные матчи и другие мероприятия. В Германии футболисты клуба «Шальке 04» провели открытую тренировку, в Сербии состоялось ТВ-шоу, на Украине — матч между юношеской командой ФК «Волынь» и детьми, которые находятся на учёте в луцком городском центре социальных служб для семьи, детей и молодёжи.
В России День футбола и дружбы отмечался 25 апреля в 11 городах. Во Владивостоке, Новосибирске, Екатеринбурге, Красноярске, Барнауле, Санкт-Петербурге и Саранске прошли дружеские футбольные матчи, призванные напомнить о ключевых ценностях программы. В Красноярске, Сочи и Ростове-на-Дону прошла «Эстафета дружбы» с участием факелоносцев Эстафеты Олимпийского огня 2014. В Москве при поддержке Федерации спорта слепых был организован «Турнир равных возможностей». 5 мая День футбола и дружбы отмечался в Нижнем Новгороде и Казани.
В 2016 году День футбола и дружбы праздновался в 32 странах. В России его отметили в девяти городах: Москве, Санкт-Петербурге, Новосибирске, Барнауле, Биробиджане, Иркутске, Краснодаре, Нижнем Новгороде и Ростове-на-Дону. В Нижнем Новгороде прошел товарищеский матч юных футболистов «Волги», а взрослые футболисты клуба провели разминку и тренировки для детей. В товарищеском матче в Новосибирске приняли участие дети-инвалиды — сборная Новосибирской области «Ермак-Сибирь».
В 2017 году День футбола и дружбы отмечался в 64 странах. В мероприятиях по всему миру приняли участие знаменитые футболисты, в том числе сербский защитник Бранислав Иванович, голландский нападающий Дирк Кюйт. В Греции мероприятие посетил победитель чемпионата Европы по футболу 2004 года в составе национальной сборной страны — Теодорас Загоракис. В России на базе ФК «Зенит» прошла специальная тренировка юного посла программы «Футбол для дружбы» 2017 года Захара Бадюка, На тренировке вратарь ФК «Зенит» Юрий Лодыгин дал высокую оценку способностям Захара и поделился c ним секретами вратарского искусства.

## Девять ценностей «Футбола для дружбы»
25 мая 2013 года в рамках Международного детского форума участники из Великобритании, Германии, Словении, Венгрии, Сербии, Болгарии, Греции и России написали Открытое письмо, в котором сформировали ценности проекта «Футбол для дружбы» — дружба, равенство, справедливость, здоровье, мир, преданность, победа и традиции. Открытое письмо получили главы Международной федерации футбола (FIFA), Союза европейских футбольных ассоциаций (UEFA) и Международного олимпийского комитета. В сентябре 2013 Йозеф Блаттер в ходе встречи с Владимиром Путиным и Виталием Мутко подтвердил получение письма и заявил, что готов поддерживать «Футбол для дружбы». В 2015 году к первым восьми ценностям программы была добавлена еще одна — честь. Эту ценность предложили добавить участники из Японии и Казахстана.

## Кубок «Девяти ценностей»
Кубок «Девяти ценностей» — это награда Международной детской социальной программы «Футбол для Дружбы». Ежегодно Кубок вручается за наибольшую приверженность ценностям проекта: дружбе, равенству, справедливости, здоровью, миру, преданности, победе, традициям и чести. В выборе победителя участвуют болельщики со всего мира, но окончательное решение формулируют участники проекта «Футбол для дружбы» путем голосования. Футбольные клубы — обладатели Кубка «Девяти ценностей»: «Барселона» (2015, 2020, 2021), «Мюнхенская Бавария» (2016), «Аль-Вахда» (Специальный приз), «Реал Мадрид» (2017), Сборная Бразилии по футболу (Бразилия, 2018), «Ливерпуль» (Англия, 2019).

## Браслет дружбы
Все мероприятия программы «Футбола для дружбы» начинаются с обмена Браслетами Дружбы, символом равенства и здорового образа жизни. Браслет состоит из двух нитей синего и зелёного цвета, его может носить любой, кто разделяет ценности программы.
По словам Франца Беккенбауэра: "Символ движения — двухцветный браслет, также прост и понятен как заложенные ценности программы «Футбол для дружбы».
Юные участники программы повязали Браслеты Дружбы известным спортсменам и общественным деятелям, среди которых: Дик Адвокат, Анатолий Тимощук и Луиш Нету, Франц Беккенбауэр, Луис Фернандев, Дидье Дрогба, Макс Майер, Фатма Самура, Леон Горецка, Доменико Кришито, Мичел Сальгадо, Александр Кержаков, Димас Пиррос, Миодраг Божович, Аделина Сотникова, Юрий Каменец.

## Первый в мире NFT-трофей за лучший гол Чемпионата УЕФА ЕВРО 2020
В мае 2021 в УЕФА объявили о спонсорстве ПАО «Газпром» в рамках ЕВРО 2020 и ЕВРО 2024. Условия сотрудничества включили презентацию награды для автора лучшего гола УЕФА ЕВРО 2020, которая впервые выполнена в виде NFT-трофея.
Физический прототип награды был создан российским художником Покрасом Лампасом на стенде ПАО «Газпром» в фан-зоне Санкт-Петербурга на Конюшенной площади как арт-инсталляция из 432 футбольных мячей с каллиграфическим орнаментом.
В цифровом трофее зашифрованы названия Чемпионата УЕФА ЕВРО 2020, «Газпрома», международной детской социальной программы «Футбол для дружбы» и продвигаемых ею Девяти ценностей: дружба, равенство, справедливость, здоровье, мир, преданность, победа, традиции и честь.
27 июня арт-инсталляция прекратила существование как физический объект и перешла в формат NFT. Все футбольные мячи были распространены в 11 городах-хозяевах Чемпионата Европы по футболу 2020.
15 октября во время церемонии награждения цифровой трофей был вручен Патрику Шику, футболисту, забившему лучший гол Чемпионата УЕФА ЕВРО 2020, а в экспозицию штаб-квартиры УЕФА (Швейцария, Ньон) и штаб-квартиры ПАО «Газпром» (Россия, Санкт-Петербург) была передана голограмма награды.

## Международная премия «Футбола для дружбы
Международная премия «Футбола для дружбы» направлена на выявление всех возможных идей для спортивных тренировок, обучения юных футболистов, сотрудничества в области детского футбола и продвижение этих идей во всем мире. Целью Премии является привлечение внимания к вопросам развития детского футбола в условиях глобальной цифровизации и формирование сообщества единомышленников, развивающих эти направления.

## Международная академия «Футбола для дружбы» для тренеров
Международная Академия «Футбол для дружбы» – это бесплатная образовательная онлайн-платформа доступная на различных языках, включающая в себя набор практических занятий, направленных на повышение квалификации тренеров юношеских команд и футбольных секций, а также учителей физкультуры. В основе курса Академии – знания, практические советы и рекомендации по организации тренировок, продвижению ценностей здорового и активного образа жизни, а также уважения к различным культурам и национальностям среди молодых игроков. Учебный курс разработан авторами спортивной и гуманитарной образовательных программ проекта «Футбол для дружбы» – руководителями учебного процесса и тренерами академии ФК «Барселона», экспертами гуманитарных программ ФИФА.

## Международный лагерь дружбы
Образовательная программа, в которой участники «Футбол для дружбы» под руководством профессиональных наставников лагеря проходят тренинг и тимбилдинг. Инициатива помогает детям ладить друг с другом не только на футбольном поле, но и в реальной жизни, выработать тактику и почувствовать плечо товарища по команде. Частью Лагеря является Школа «Девяти ценностей», в которой Юные участники узнают о ценностях программы и как применять их на поле и в обычной жизни.

## Многопользовательский футбольный симулятор F4F World
Специальная цифровая платформа, созданная для программы «Футбол для дружбы», объединила игроков всех возрастов из 211 стран и регионов и стала базой для международных соревнований, а также игровой площадкой, где любой желающий может потренироваться, объединиться в смешанные международные сборные и сыграть в любимую игру в формате «Футбола для дружбы» не выходя из дома.

## Активность участников между сезонами
Юные футболисты программы «Футбол для дружбы» принимают участие в различных мероприятиях вне официального сезона. В мае 2013 года игроки молодёжного состава футбольного клуба «Марибор» (Словения) провели благотворительный товарищеский матч с камбоджийскими детьми. 14 сентября 2014 года в Сочи российские участники программы общались с Владимиром Путиным в рамках встречи Президента РФ с президентом ФИФА Йозефом Блаттером. В июне 2014 года президент Франции Франсуа Олланд пригласил команду «Таверни», участника программы «Футбол для дружбы», в Елисейский дворец на совместный просмотр матча чемпионата мира по футболу 2014 «Франция — Нигерия». В апреле 2016 года Юрий Ващук, посол программы «Футбол для дружбы» 2015 года, встретился с самым сильным человеком Белоруссии Кириллом Шимко и юными футболистами ФК БАТЭ, чтобы поделиться своим опытом участия в проекте. Юрий Ващук подарил Кириллу Шимко символический Браслет Дружбы, тем самым передав ему эстафету в продвижении идей проекта: дружбы, справедливости, здорового образа жизни.

## Экологическая инициатива
С 2016 года программа «Футбол для дружбы» ежегодно проводит Экологическую инициативу. Юные участники программы открыли «Сад дружбы» в парке Тренно в Милане, где каждая из 32 международных команд посадила свое дерево. Тридцать третье дерево было посажено детьми-инвалидами из Фонда Дона Карло Ньокки.
В 2018 году Юные послы программы привлекли внимание общественности к животным, находящимся под угрозой исчезновения. Ежегодно Международные сборные Дружбы называют в честь исчезающих и редких видов животных. Также в 2018 году во время финальных мероприятий в Москве для Юных участников были организованы экологичные маршруты с использованием автобусов с топливом на природном газе.
В 2020 году Юные участники программы провели вебинар F4F Speaks for Nature, посвященный заботе об экологии в рамках Всемирного дня окружающей среды, установленного ООН.
В 2021 году Юные участники поделились с миром способами, которыми каждый из нас может ежедневно помогать планете и запустили челлендж «Small Steps to Save the Planet».

## Награды и премии
По состоянию на 2021 год «Футбол для дружбы» имеет более 60 национальных и международных наград в области социальной ответственности, спорта и коммуникаций, в том числе три титула GUINNESS WORLD RECORDS™ за наибольшее количество национальностей на футбольной тренировке в истории, наибольшее количество пользователей в футбольном онлайн-мероприятии в истории и наибольшее количество пользователей на виртуальном стадионе. Среди других наград - SABRE Awards в разделе КСО (США), Gold Quill Awards за лучший социальный проект на планете (США), Гран-при Серебряный Лучник (Россия), IPRA Awards за лучшую кампанию в поддержку ЦУР ООН (Великобритания), Глобальная награда ICCO за межкультурные коммуникации (Великобритания) и другие.
В 2020 году Международная академия «Футбола для дружбы» для тренеров получила награду PRNEWS' Platinum PR Awards (США), а в 2021 году YouTube-шоу «Стадион там, где я» и «Хорошие новости», организованные детьми в начале пандемии для поддержки людей по всему миру, получили награду за Лучший YouTube-канал.